# Cardilia atlantica
Cardilia atlantica is een tweekleppigensoort uit de familie van de Cardiliidae. De wetenschappelijke naam van de soort is voor het eerst geldig gepubliceerd in 1955 door Nicklès.